# 賴斯·麥保希
艾迪·賴斯·喬布斯·阿祖恩·麥保希（Adi Raïs Cobos Adrien M'Bolhi，1986年4月25日—），常稱賴斯·麥保希（Raïs M'Bolhi），阿爾及利亞足球員，擁有阿爾及利亞及剛果血統，司職守門員，現效力沙地甲組足球聯賽球隊艾卡迪斯亞，亦是阿爾及利亞國家隊成員。

## 早年
麥保希於法國巴黎出生，其父為剛果人，其母為阿爾及利亞人。可是，他的父母在他年幼時已離婚，他在單親家庭長大，有來自阿爾及利亞莫哈馬迪亞的母親將他一手養育成人。

## 球會
麥保希在RCF巴黎展開其職業足球生涯。其後加盟法甲球會馬賽，但他在2006年1月被放棄前，從沒有為球隊上陣一場。
被馬賽放棄後，麥保希成為赫斯在冬季轉會窗11個簽入的球員之一。可是，在球會簽入史達辛尼和馬田·柏達斯之後，他不再被納入於2006/07球季赫斯的組軍計畫之中，他再一次未為球會上陣過便被放棄。
2006/07球季季前，他加盟希臘球會艾治拿，參加希甲聯賽。麥保希在效力艾治拿期間共上陣5場，在冬季轉會加盟希乙帕納多里高斯
。
2008年麥保希加盟日本足球聯賽球會FC琉球，上陣22場。
2009年5月，麥保希加盟保加利亞球會索菲亞斯拉維亞，並簽約兩年。他在2009年6月14日首度亮相斯拉維亞，對索菲亞火車頭。2010年1月，麥保希獲選每月保甲最佳守門員。
索菲亞斯拉維亞球迷會選他為2009/10球季球會年度最佳球員。
2010年5月6日，麥保希曾在英超班霸曼聯試腳兩日，但最終未能獲得正式合約。
6月22日他隨韋斯咸到在德國的夏季訓練營跟操。
2010年6月23日，紐卡素宣布提出以100萬鎊收購他。

## 國家隊
從2001年至2003年，麥保希曾為法國U16和U17代表隊上陣7次。其後，他獲阿爾及利亞U23徵召，但馬賽並不放人。2010年5月4日，沙丹尼公佈從5月13日至27日去瑞士備戰的25人名單，麥保希在名單內。
2010年5月28日，麥保希首次代表阿爾及利亞在0:3不敵愛爾蘭時在下半場後備入替。他失掉一球，該球是由羅比堅尼射入的12碼。他第2次代表阿爾及利亞上陣是在2010年世界盃對英格蘭時正選上陣，其出色表現助球隊力保不失。
6月23日對美國，當路雲在91分鐘把握麥保希的撲球射入全場唯一入球，這同時是麥保希在2010年世界盃唯一所失的球，阿爾及利亞終以0:1落敗，在小組賽包尾出局。

## 外部連結
- 麥保希影片
- proglobalsports.com資料